# Курайский хребет
Кура́йский хребет — горный хребет на Восточном Алтае, Кош-Агачский район, Республика Алтай, водораздел рек Башкаус и Чуя. Протяжённость хребта около 140 км, максимальная высота — 3446 м, вершина Верховье Ортолыка. На юге хребет граничит с Чуйской и Курайской степью. На востоке примыкает к хребту Чихачёва, с запада отделён от Айгулакского хребта долиной реки Чибит. Сложен метаморфическими породами. На южном склоне выходят континентальные рыхлые осадки палеогена и неогена. Северный склон ниже гольцовой зоны покрыт субальпийскими лугами и лиственничными лесами, южный — степной растительностью.

## Галерея

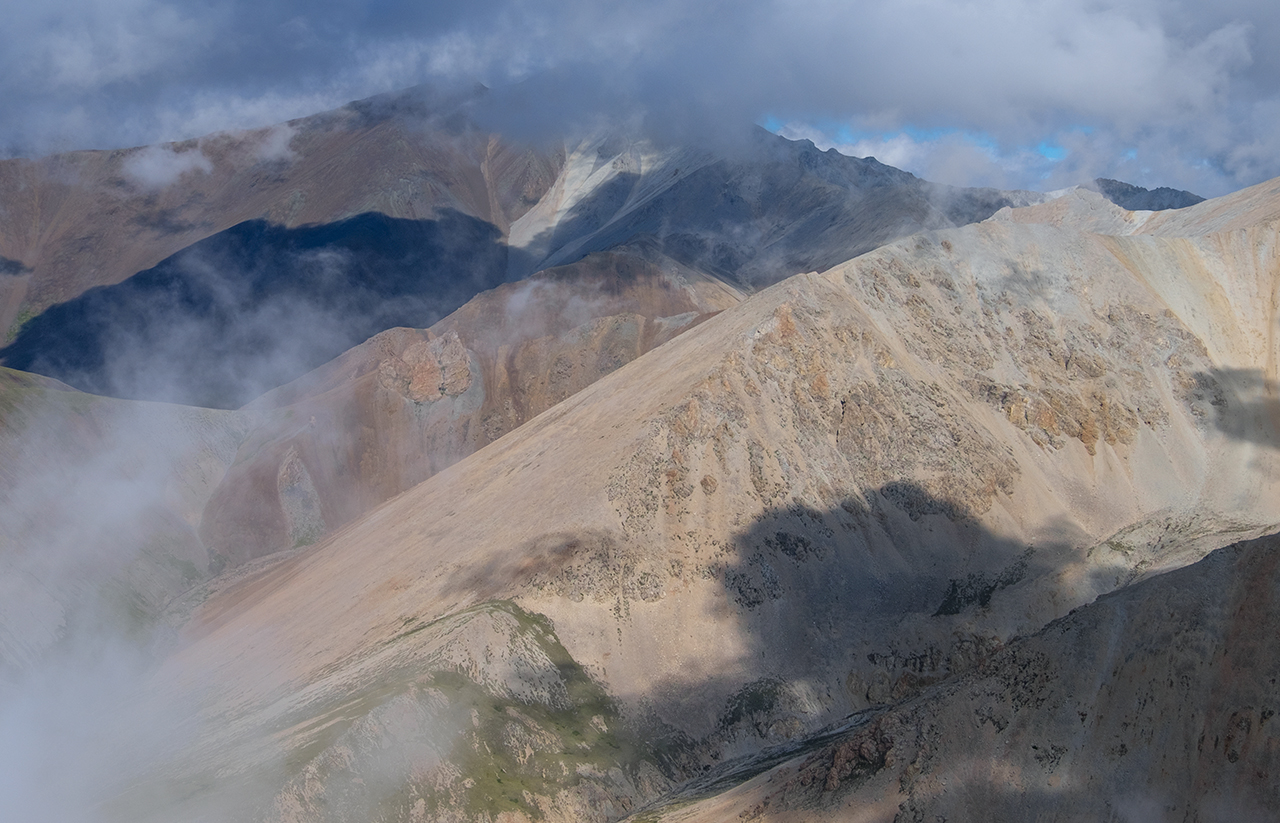
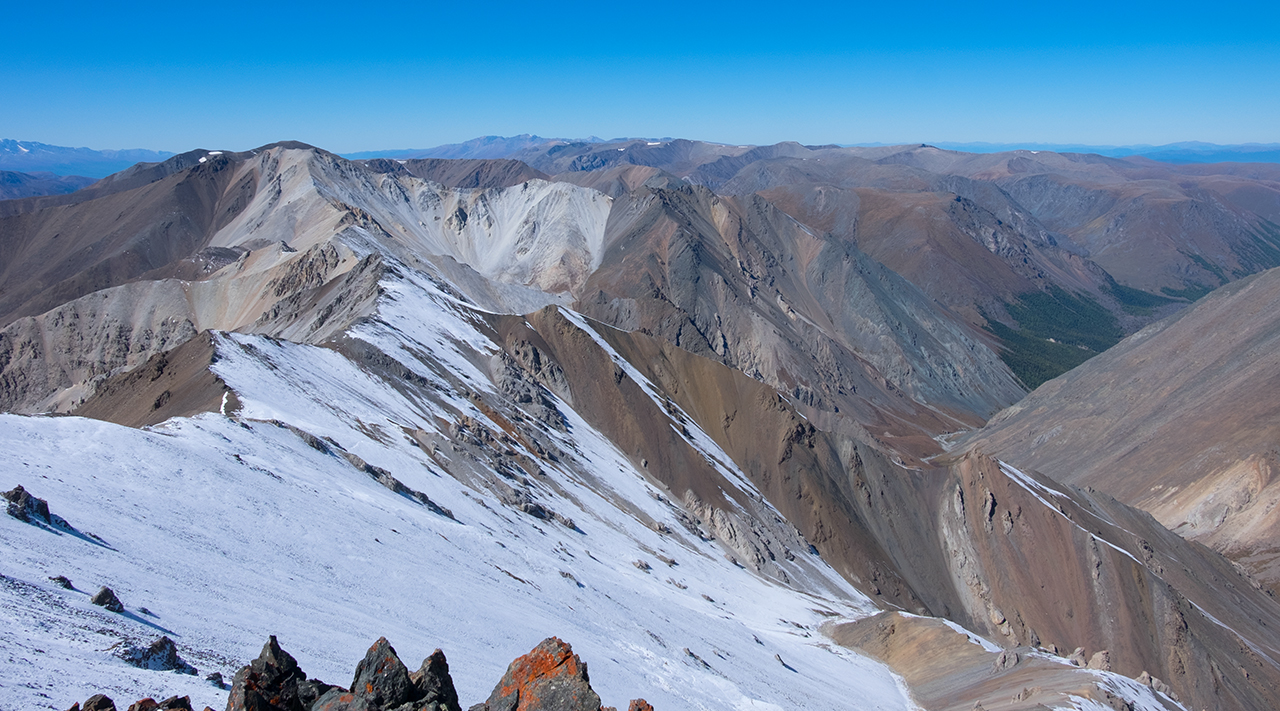
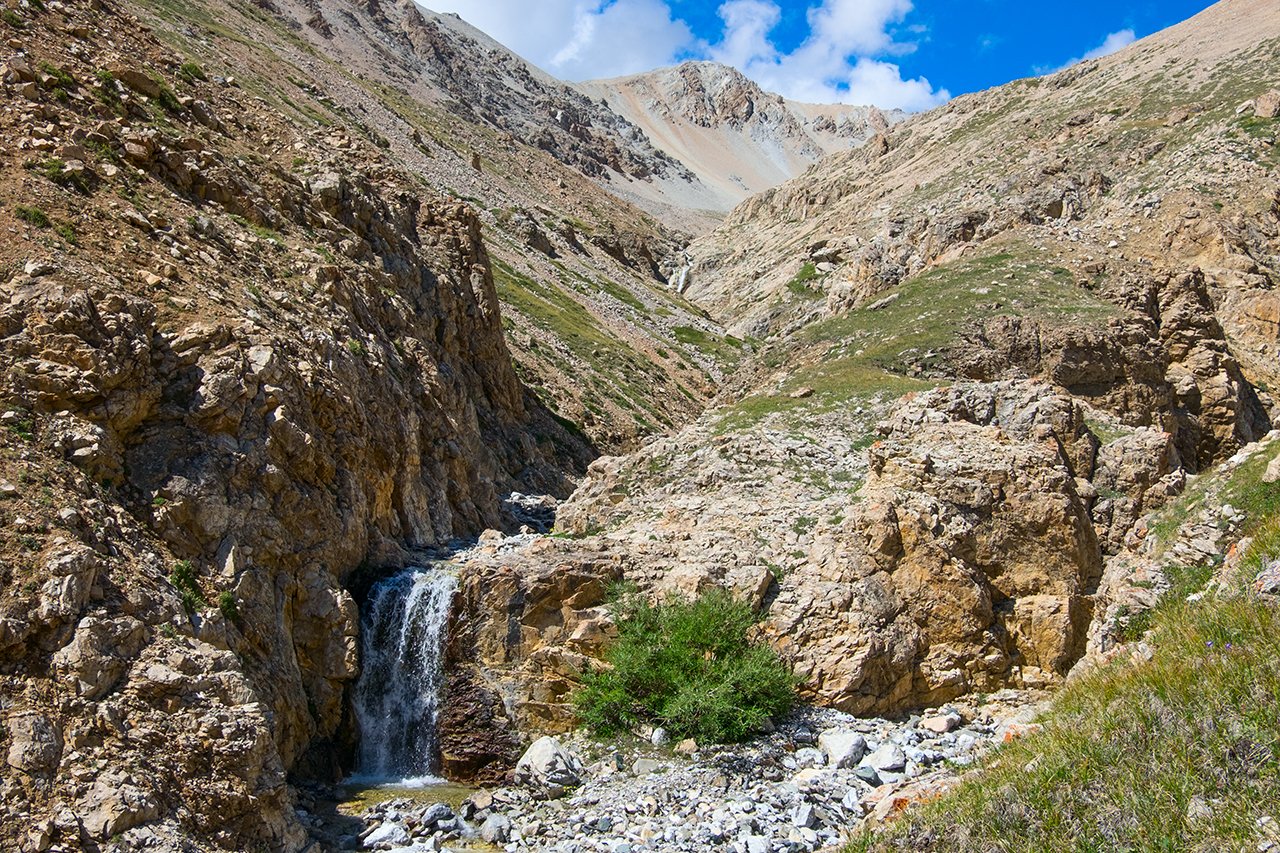
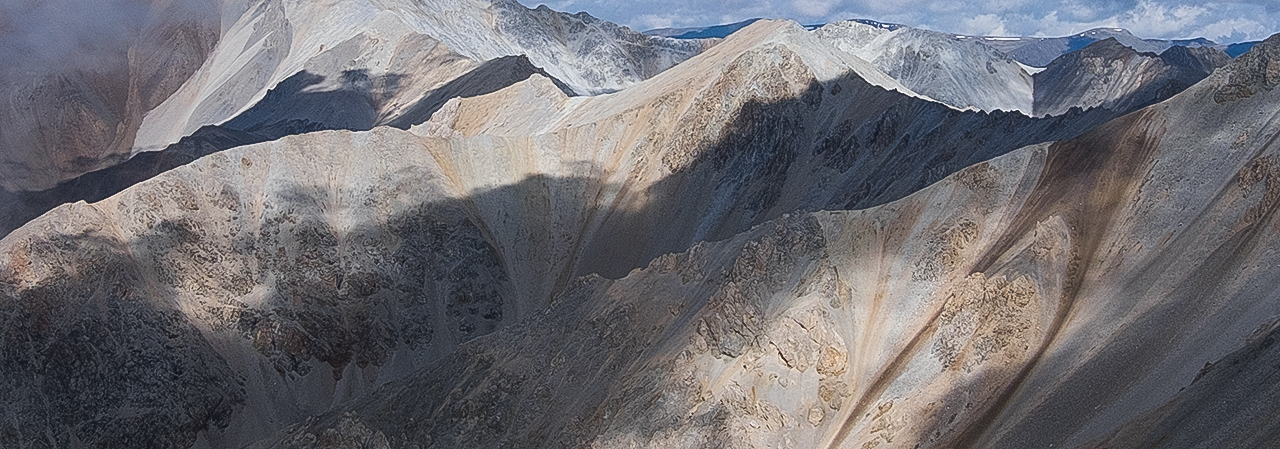
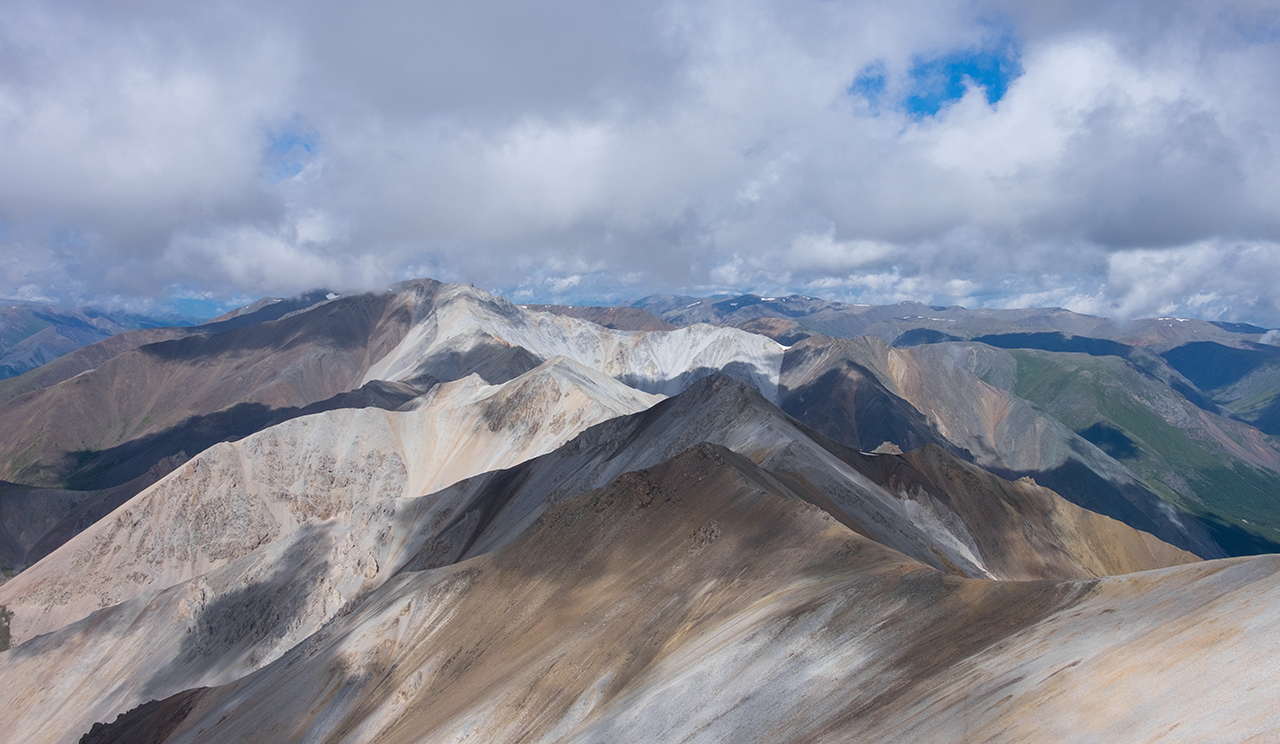
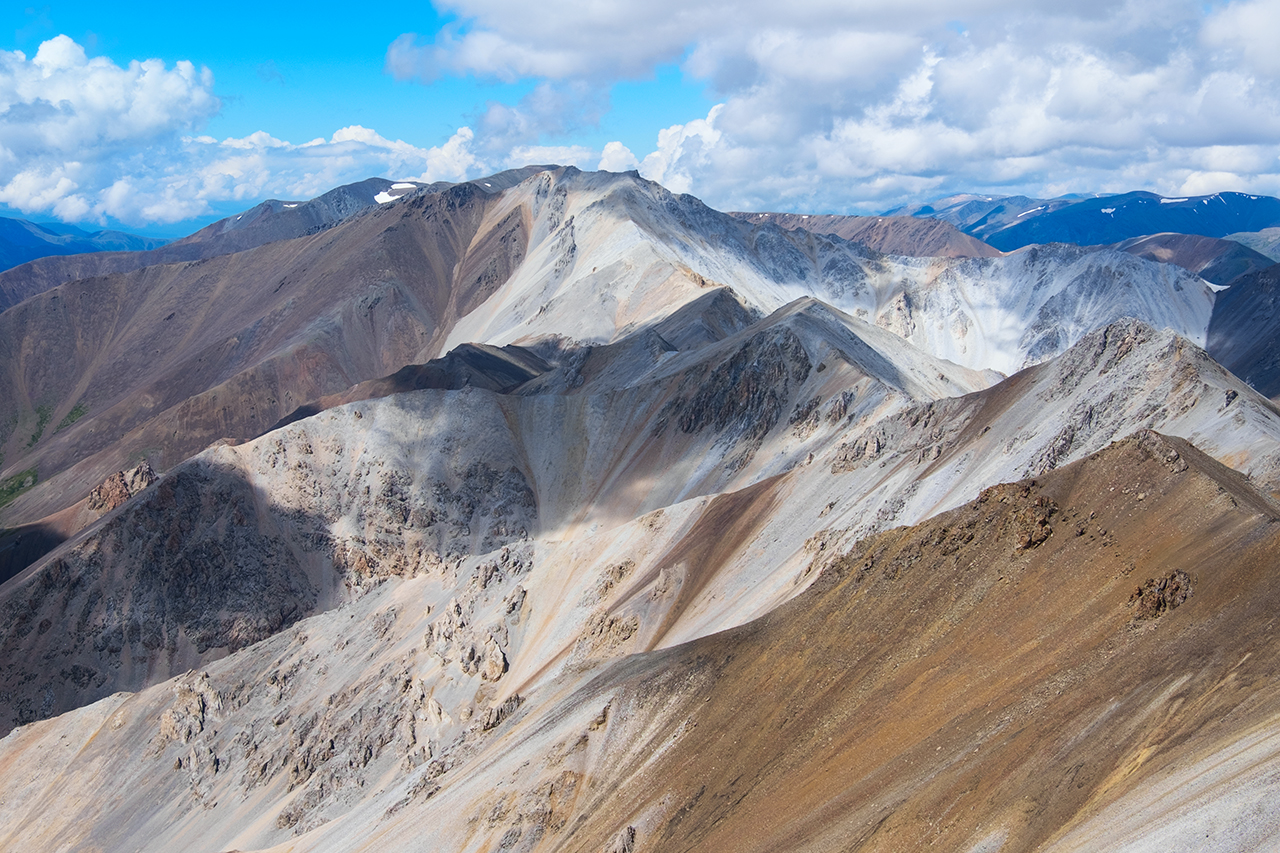
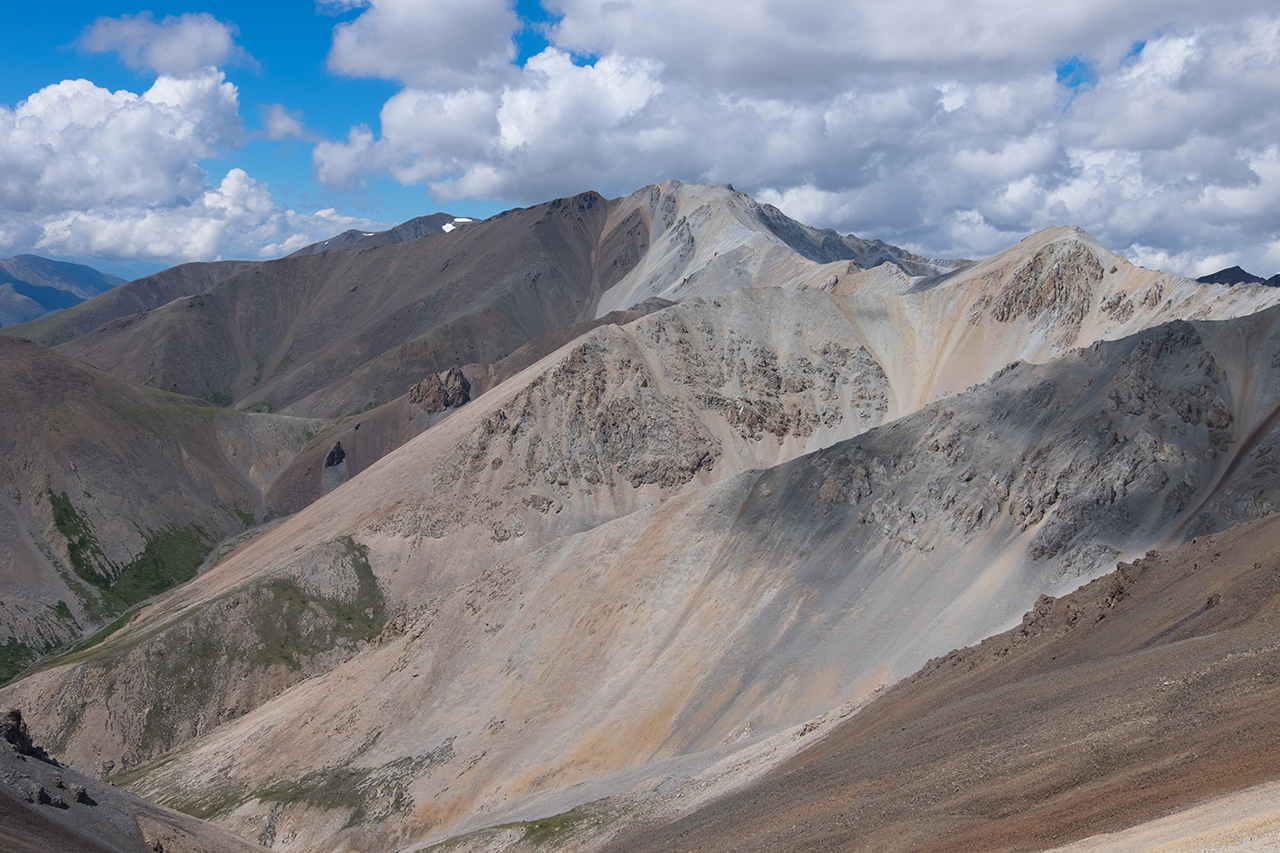
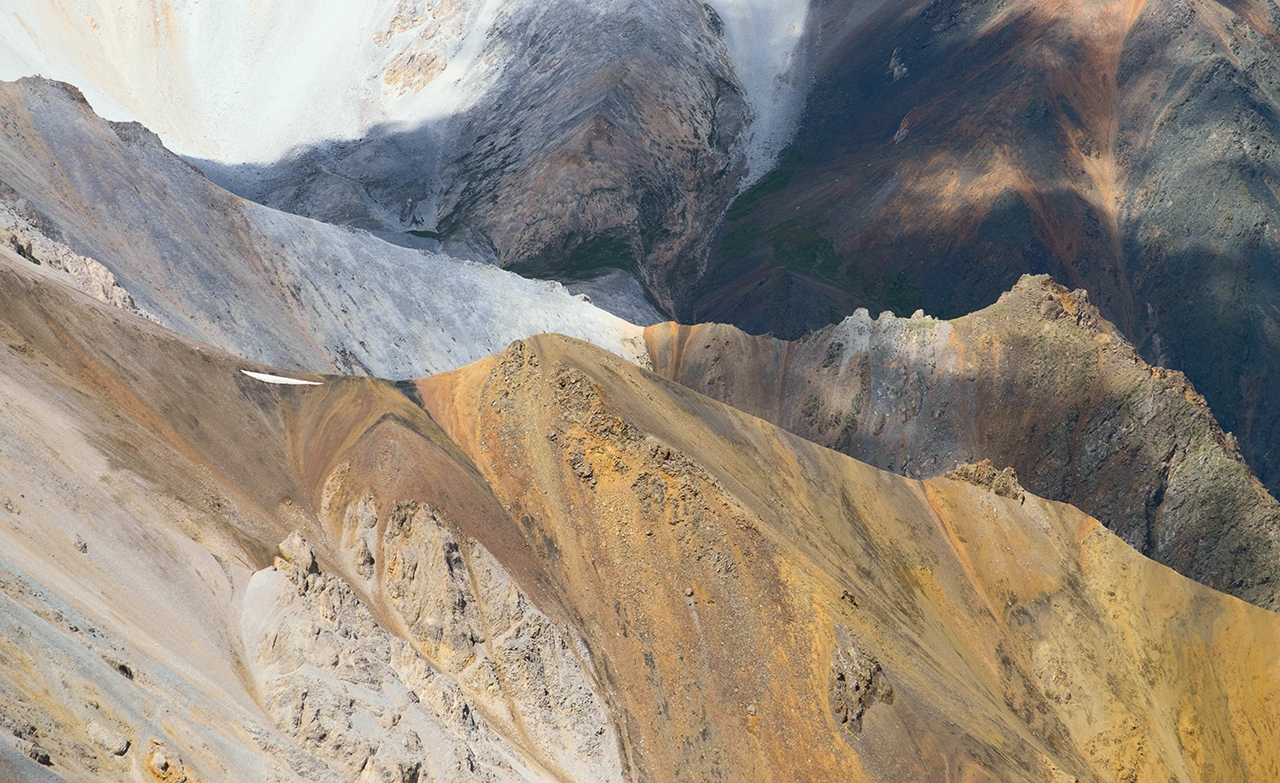
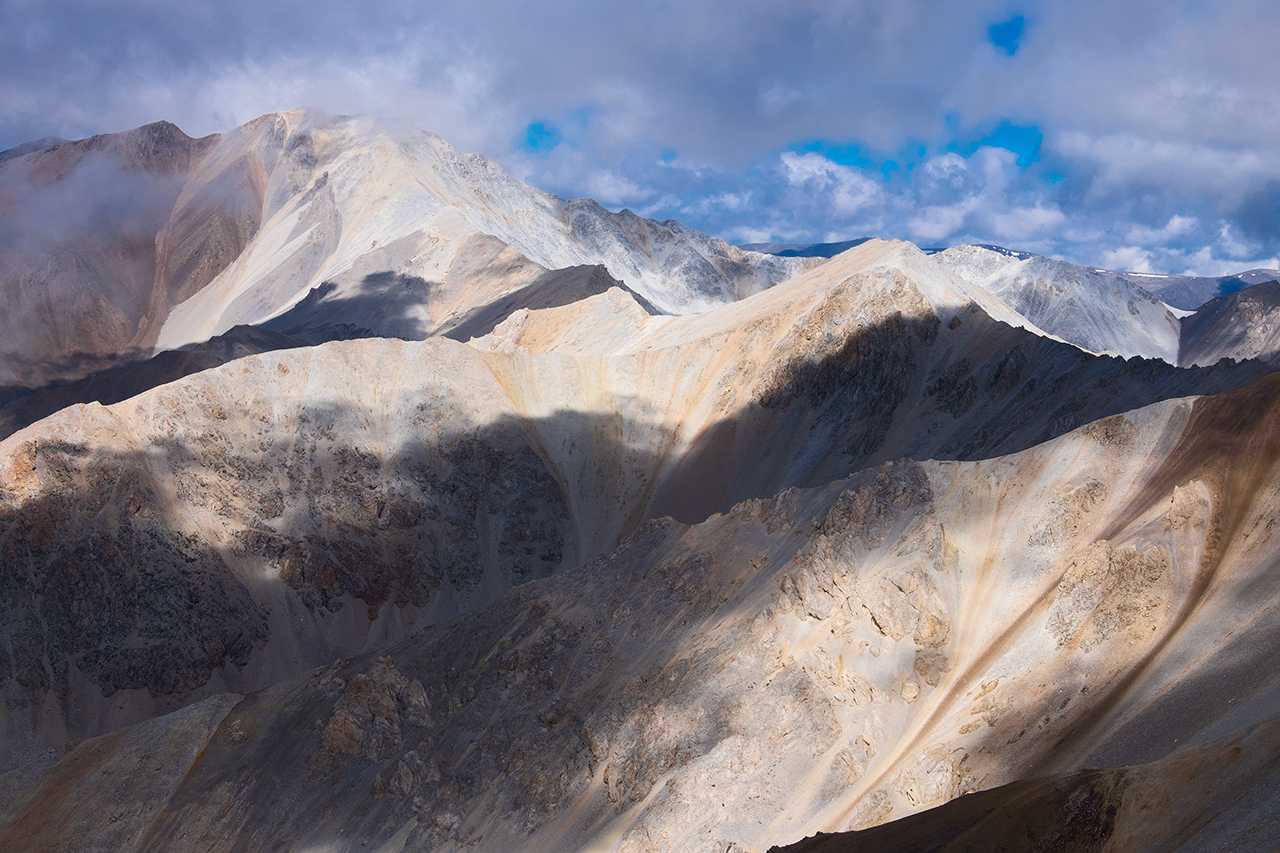
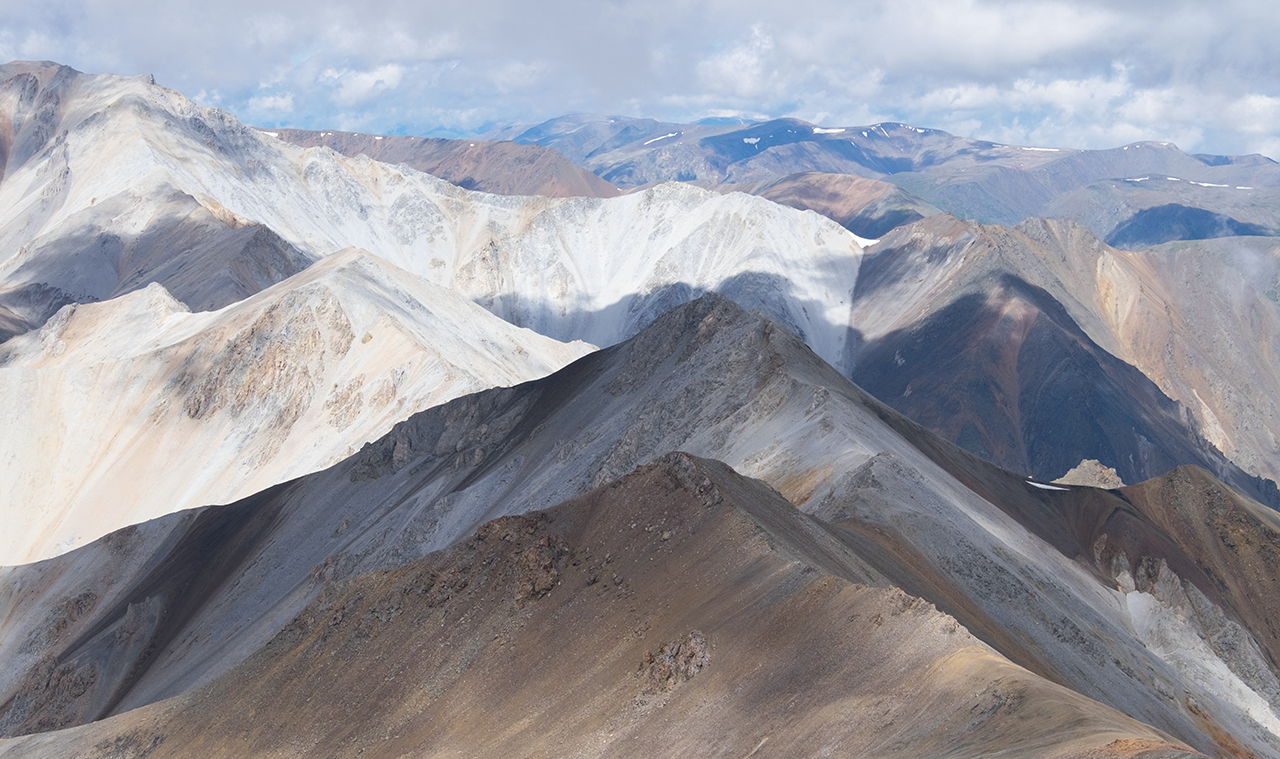
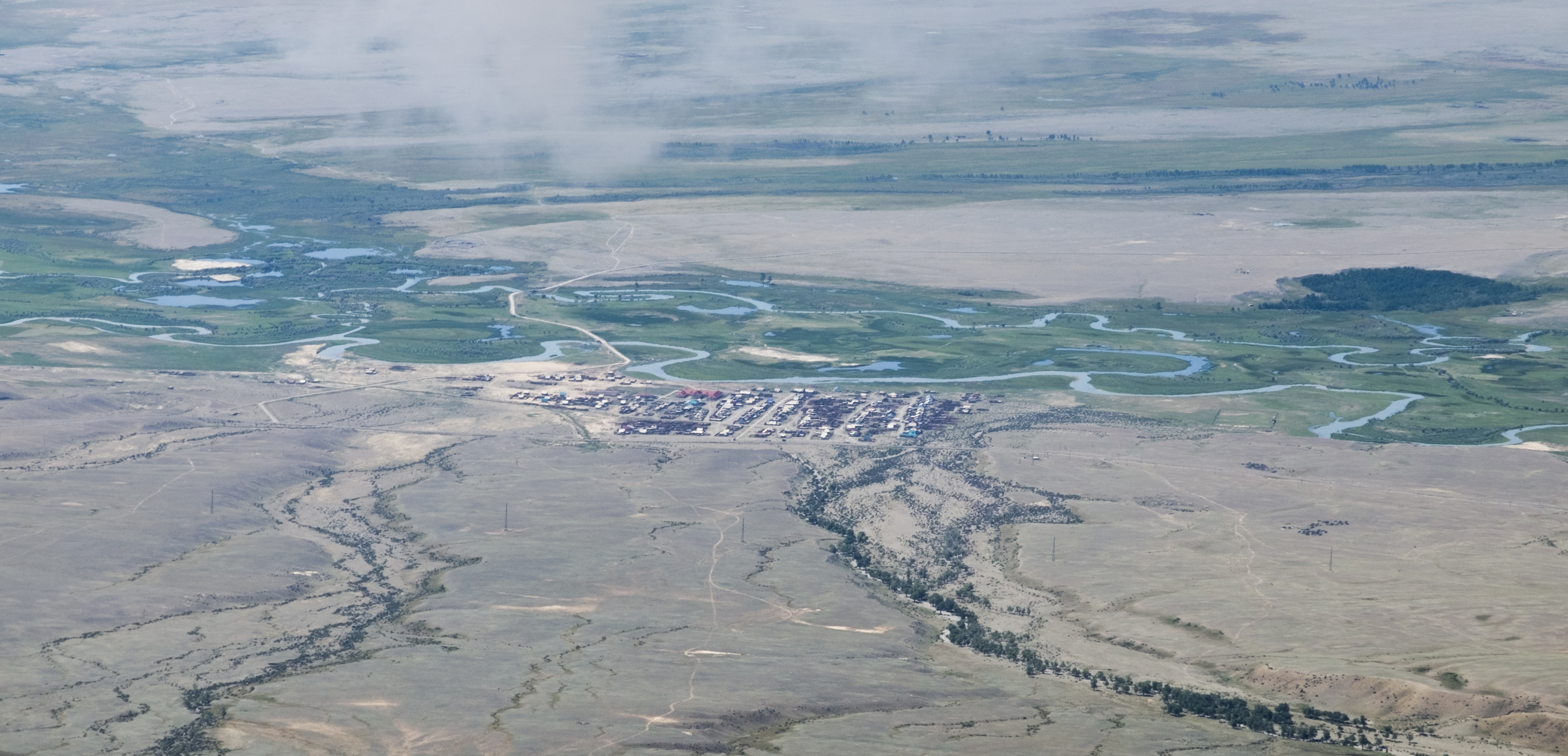
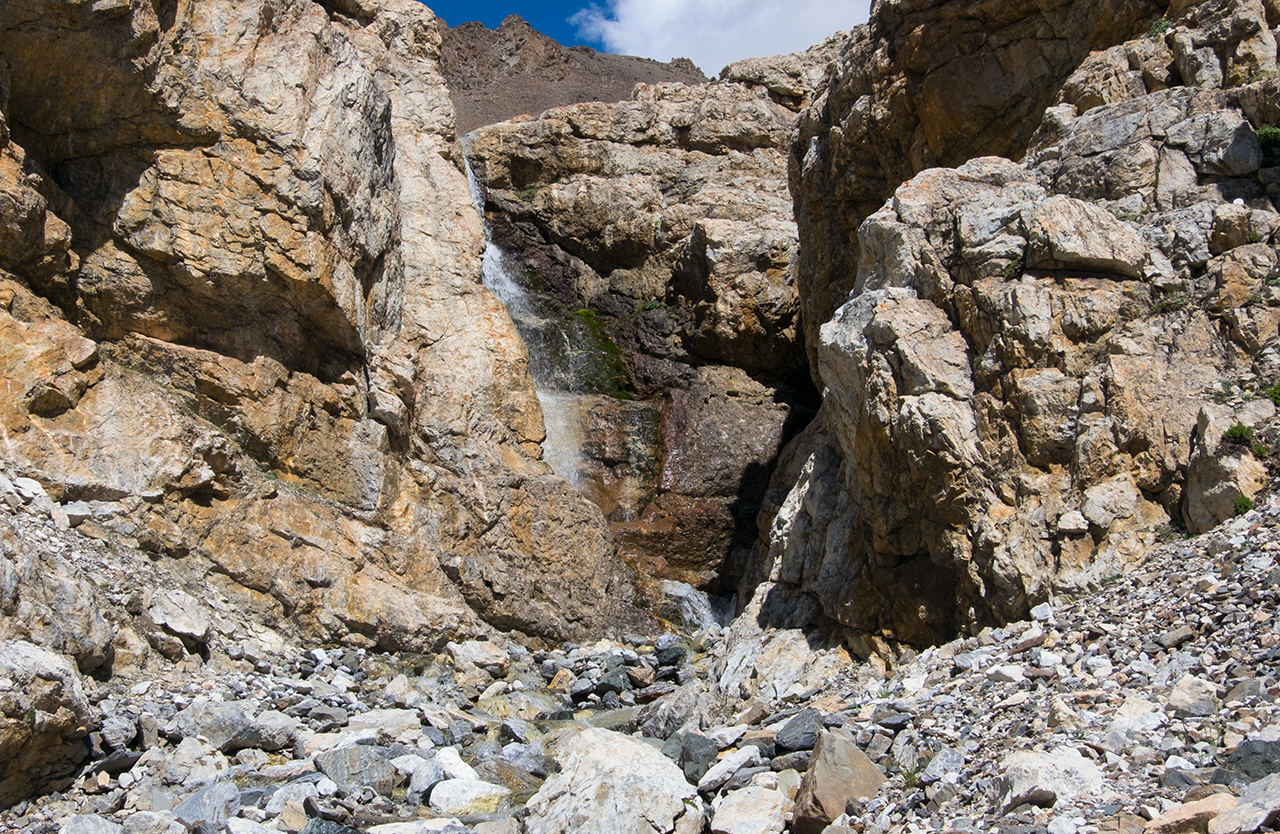

## Этимология
Надежно выводится от (монг. хуурай) — сухой, сухая земля 

## Основные вершины
- Верховье Ортолыка — 3446 м.
- Тыдтуярык — 3367 м.
- Янтерек — 3402 м.
- Тобожок — 3201 м.[4]